# Habighorst
Habighorst est une commune de l'arrondissement de Celle (Land de Basse-Saxe, Allemagne).

## Géographie
Habighorst est situé au nord-est de Celle, près du Parc naturel de Südheide. La commune appartient au Samtgemeinde Eschede dont le siège à Eschede. Les quartiers sont Habighorster Höhe et Burghorn.

## Histoire
La première mention écrite de Habighorst date de 1291 sous le nom de Havichhorst. Durant le XVe siècle, un pouvoir ministériel est établi. En 1427, on décide de la construction de fermes.

### Évolution de la population
Le tableau suivant montre l'évolution de la population de Habighorst depuis 1821. Il est à noter que l'augmentation rapide de la population après la Seconde Guerre mondiale est essentiellement due à l'afflux de personnes déplacées.
| Année     | 1821 | 1848 | 1939 | 1950 | 1967 | 2000 |
| Habitants | 132  | 130  | 416  | 882  | 929  | 800  |

## Économie et infrastructure
Habighorst est à 3 km de la Bundesstraße 191. La commune dispose d'une caserne de pompiers.

## Personnalités liées à la commune
- August von Mackensen, maréchal allemand qui s'est illustré lors de la Première Guerre mondiale, est mort à Burghorn.

## Source, notes et références
- (de) Cet article est partiellement ou en totalité issu de l’article de Wikipédia en allemand intitulé « Habighorst » (voir la liste des auteurs).